# Sophie Delong
Sophie Delong est une femme politique française, née le 17 juillet 1957 à Joinville (Haute-Marne).

## Biographie
Sophie Delong obtient son diplôme de docteur en médecine en 1986 à l'université Nancy-I. En 1987, elle est reçue au certificat d'études spéciales de médecine du travail et en 1991, elle obtient le diplôme d'université de nutrition humaine, diététique et de diététique thérapeutique[réf. nécessaire].
Elle est la suppléante du député Luc Chatel. Celui-ci, réélu dès le premier tour le 10 juin 2007, est nommé dans le gouvernement François Fillon (2) le 19 juin. Sophie Delong est ainsi devenue députée le 20 juillet 2007 en remplacement. Elle siège au sein du groupe UMP et est membre de la commission des affaires culturelles, familiales et sociales.
Élue conseillère municipale à Langres en 2001, elle exerce la fonction de première adjointe et adjointe à la culture et au tourisme aux côtés de Didier Loiseau, (maire UMP) à partir du 9 mars 2008. Élue conseillère régionale de Champagne-Ardenne en avril 2010, elle abandonne son mandat d'élue communale pour cause de cumul.
En 2014, elle est élue maire de Langres en s'étant présentée contre Didier Loiseau, maire sortant, dont elle avait été première adjointe.
En 2015, alors qu'elle est déjà maire et conseillère régionale, elle se présente aux élections départementales. Elle est battue dès le premier tour.
En 2020, elle se représente à sa succession et est battue par la socialiste Anne Cardinal.
Lors des élections régionales dans le Grand Est en juin 2021, elle est deuxième sur la liste départementale de Haute-Marne de Jean Rottner et est élue.
Lors des élections législatives de 2022 elle est à nouveau candidate pour Les Républicains mais termine 4e. À la suite du rejet de son compte de campagne par la Commission nationale des comptes de campagne et des financements politiques en octobre 2022, et après saisine du Conseil constitutionnel, son compte de campagne est définitivement rejeté le 7 juillet 2023.

## Vie privée
Sophie Delong est mariée et mère de quatre enfants.

## Mandats

### Mandats actuels
Commune de Langres
- depuis 2020 : conseillère municipale

Conseil régional Grand-Est
- depuis 2021 : conseillère régionale

### Mandats précédents
Assemblée nationale
- du 20 juillet 2007 au 17 juin 2012 : députée de la première circonscription de la Haute-Marne

Conseil régional de Champagne-Ardenne
- 2010 - 2015  : conseillère régionale

Communauté de communes de l'Étoile de Langres
- de 2008 au 23 avril 2010 : conseillère communautaire

Communauté de communes du Grand Langres
- 2014  - 2020 : 1re vice-présidente

Commune de Langres
- du 18 mars 2001 au 9 mars 2008 : conseillère municipale
- du 9 mars 2008 au 23 avril 2010 : première adjointe et adjointe à la culture et au tourisme
- du 4 avril 2014 au 4 juillet 2020 : maire

### Sources
- Le Monde des 12 et 19 juin 2007